# Kreis Greifswald

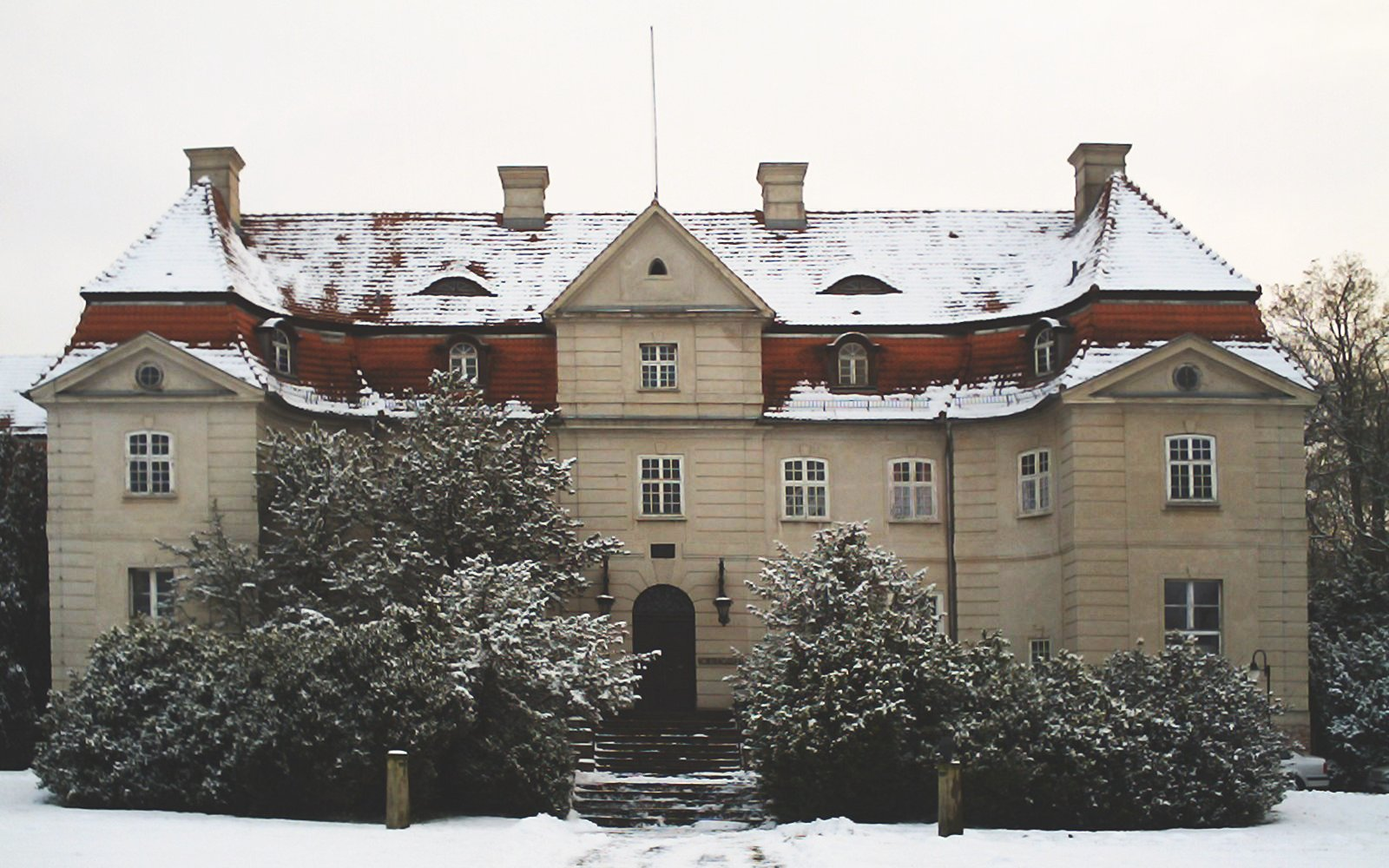
Karlsburger Schloss

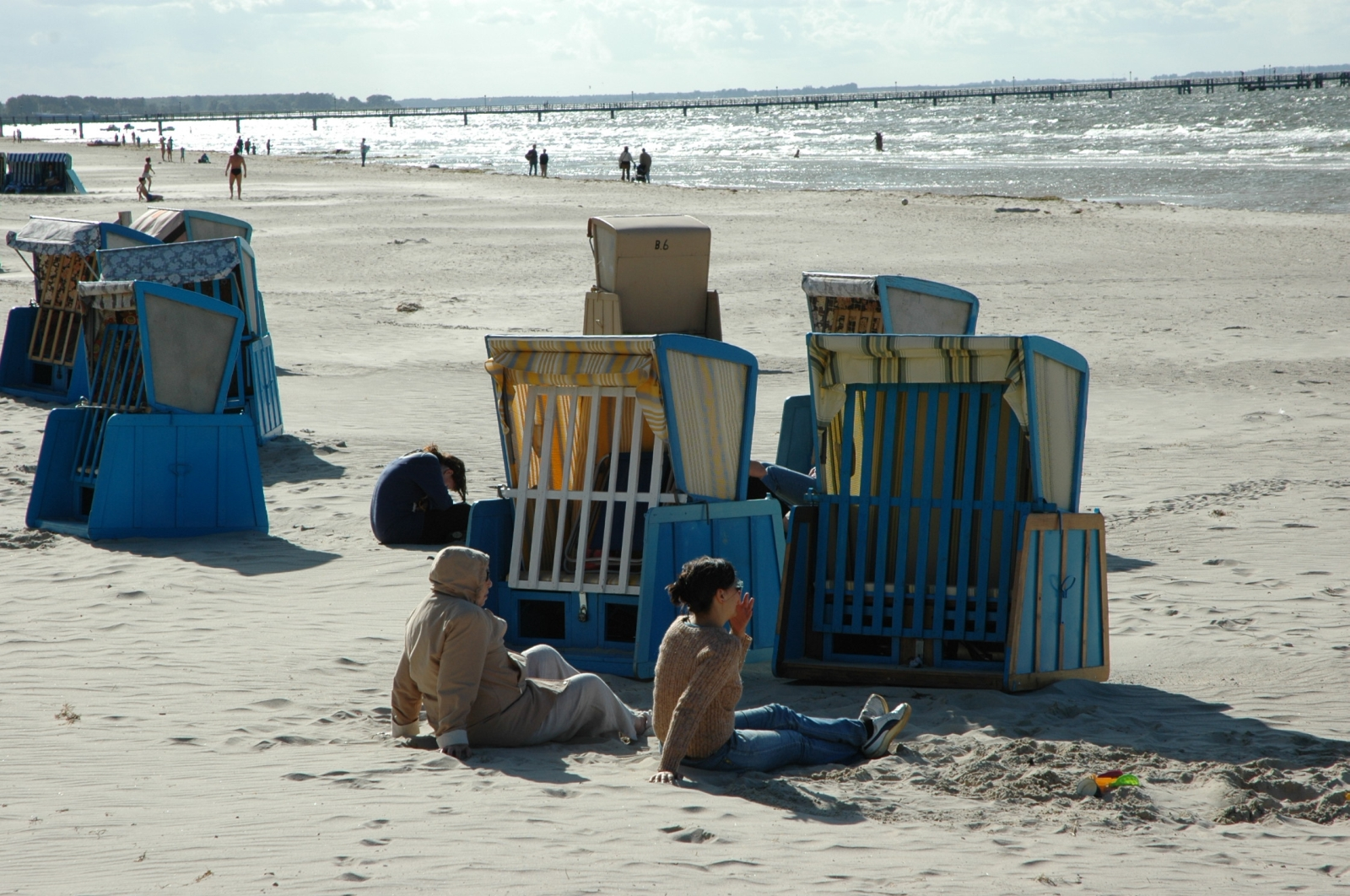
Strand und Seebrücke in Lubmin

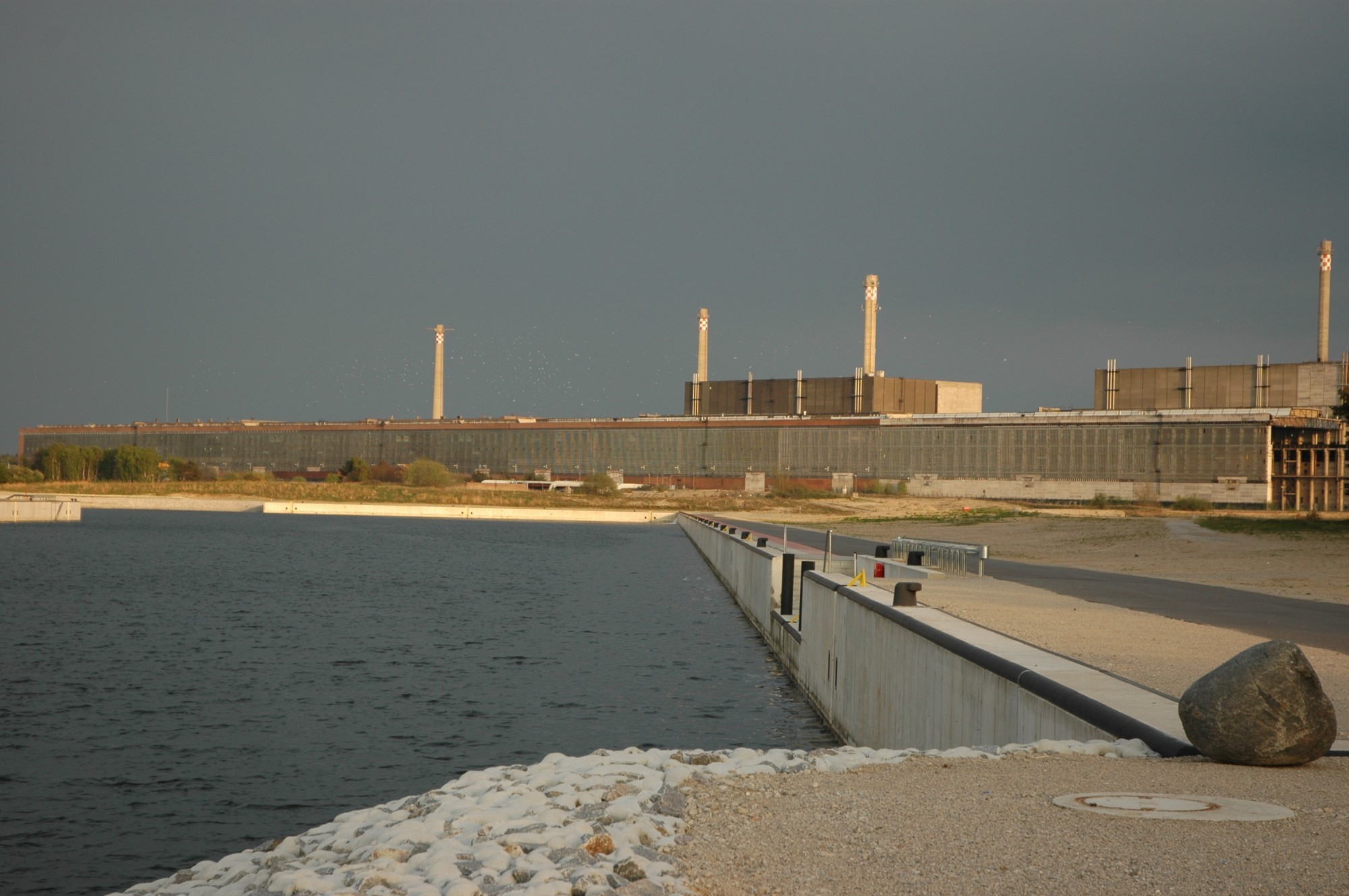
Stillgelegtes KKW und Industriehafen in Lubmin

Der Kreis Greifswald war ein Kreis im Bezirk Rostock in der Deutschen Demokratischen Republik (DDR). Ab dem 17. Mai 1990 bestand er als Landkreis Greifswald fort. Sein Gebiet gehört heute zum Landkreis Vorpommern-Greifswald in Mecklenburg-Vorpommern. Der Sitz der Kreisverwaltung befand sich in der nicht zum Kreis gehörenden Hansestadt Greifswald.

## Geografie

### Lage
Der Kreis wurde geprägt vom nordvorpommerschen Flachland, das nur durch niedrige, während der letzten Eiszeit entstandene Endmoränenzüge unterbrochen wurde. Im Norden hatte der Kreis Greifswald Küstenanteile am Greifswalder Bodden (vom südlichen Eingang des Strelasundes bis zur Insel Struck). Das Hinterland der Küste wurde durch die Urstromtäler von Ryck, Ziese und Peene gegliedert. Die höchste Erhebung im Kreis war Moeckow Berg (zwischen Züssow, Lühmannsdorf und Karlsburg) mit 55 m ü. NN.

### Größe und Einwohnerzahl
Die Fläche betrug 587 km2, also etwa 8,3 % der Fläche des Bezirks Rostock.
Die Einwohnerzahl betrug im Jahr 1985 etwa 25.400. Das waren 2,8 % der Einwohner des Bezirks. Die Bevölkerungsdichte belief sich auf 43 Einwohner je Quadratkilometer.

### Nachbarkreise
Der Kreis Greifswald im Osten des Bezirkes Rostock umschloss den Stadtkreis Greifswald bis auf die Seeseite an der Dänischen Wiek (zum Stadtkreis gehörten auch die Inseln Koos und Riems). Der Kreis grenzte im Westen an die Kreise Grimmen und Demmin, im Süden an den Kreis Anklam und im Osten an den Kreis Wolgast.

## Geschichte
Der Kreis ging aus dem Landkreis Greifswald hervor, der am 25. Juli 1952 nach der Auflösung der Länder dem neu gebildeten Bezirk Rostock zugewiesen wurde. Die am Westufer des Peenestromes gelegenen Gebiete um Wolgast und Lassan kamen dabei an den neuen Kreis Wolgast, der südwestliche Teil um Ziethen und Murchin an den Kreis Anklam im Bezirk Neubrandenburg. Am 1. Januar 1957 wechselten die Gemeinden Brünzow und Gustebin aus dem Kreis Greifswald in den Kreis Wolgast. Am 1. Januar 1968 wechselten die Gemeinden Brünzow, Lubmin, Nonnendorf, Pritzwald, Rubenow, Voddow und Wusterhusen aus dem Kreis Wolgast in den Kreis Greifswald. Am 1. Januar 1974 wurde die Hansestadt Greifswald ausgegliedert und bildete einen Stadtkreis.
Ab dem 17. Mai 1990 wurde der Kreis als Landkreis bezeichnet. Der Landkreis Greifswald kam am 3. Oktober 1990 in das neu gegründete Land Mecklenburg-Vorpommern innerhalb des Beitrittsgebietes zur Bundesrepublik Deutschland. Am 12. Juni 1994 wurde der Landkreis aufgelöst und bildete seither bis zur Kreisgebietsreform 2011 zusammen mit den ebenfalls aufgelösten Landkreisen Anklam und Wolgast den Landkreis Ostvorpommern.

## Wirtschaft und Infrastruktur
Der dünn besiedelte Kreis Greifswald war landwirtschaftlich geprägt. Eine gewisse Bedeutung hatte auch der Tourismus, insbesondere im Seebad Lubmin und in Loissin. Lubmin war auch Standort des größten Kernkraftwerkes der DDR, dem Kombinat Kernkraftwerke Bruno Leuschner, das aus der Sowjetunion geliefert wurde und von ihr mit Brennstoff versorgt wurde. Auch die radioaktiven Abfälle wurden von der Sowjetunion entsorgt. Tausende Beschäftigte nutzten die Züge auf der Bahnstrecke Schönwalde–Lubmin.
Wichtigste, auch überregional bedeutende Verkehrswege waren die Fernverkehrsstraßen 96 (Stralsund-Greifswald-Neubrandenburg) und 109 (Anklam-Greifswald). Die F 110 (Gützkow-Wolgast) war für die Verbindung zur Insel Usedom von Bedeutung. Die Hauptbahnlinie Berlin-Stralsund durchquerte den Kreis. In Züssow zweigte die Nebenbahn nach Wolgast ab.

## Städte und Gemeinden
Der Landkreis Greifswald hatte am 3. Oktober 1990 33 Gemeinden, darunter eine Stadt:
| - Bandelin - Behrenhoff - Breechen - Brünzow - Dargelin - Dersekow - Diedrichshagen - Gribow - Groß Kiesow - Groß Petershagen - Gützkow, Stadt | - Hanshagen - Hinrichshagen - Kammin - Karlsburg - Katzow - Kemnitz - Kölzin - Levenhagen - Loissin - Lubmin - Lühmannsdorf | - Lüssow - Mesekenhagen - Neu Boltenhagen - Neuenkirchen - Ranzin - Rubenow - Wackerow - Weitenhagen - Wrangelsburg - Wusterhusen - Züssow |

Ehemalige Gemeinden
- Alt Negentin, am 20. Mai 1974 zu Dargelin
- Groß Schönwalde, am 1. Januar 1974 zur Stadt Greifswald
- Grubenhagen, am 1. Juli 1961 zu Weitenhagen
- Gustebin, am 1. Juli 1973 zu Wusterhusen
- Insel Riems, am 1. Januar 1957 zur Stadt Greifswald
- Klein Zastrow, am 24. August 1961 zu Dersekow
- Krebsow, am 20. Mai 1974 zu Groß Kiesow
- Lodmannshagen, am 1. Juli 1973 zu Neu Boltenhagen
- Müssow, am 20. Mai 1974 zu Behrenhoff
- Nonnendorf, am 1. Juli 1973 zu Rubenow
- Owstin, am 24. August 1961 zu Gützkow
- Pritzwald, am 1. Juli 1973 zu Wusterhusen
- Sanz, am 20. Mai 1974 zu Groß Kiesow
- Voddow, am 1. Juli 1973 zu Rubenow

## Kfz-Kennzeichen
Den Kraftfahrzeugen (mit Ausnahme der Motorräder) und Anhängern wurden von etwa 1974 bis Ende 1990 dreibuchstabige Unterscheidungszeichen, die mit den Buchstabenpaaren AB und AC begannen, zugewiesen. Die letzte für Motorräder genutzte Kennzeichenserie war AW 50-01 bis AW 99-99.
Anfang 1991 erhielt der Landkreis das Unterscheidungszeichen GW. Es wurde bis zum 11. Juni 1994 ausgegeben. Seit dem 14. März 2013 ist es im Landkreis Vorpommern-Greifswald erhältlich.

## Belege
1. 1 2  Statistisches Bundesamt (Hrsg.): Gemeinden 1994 und ihre Veränderungen seit 01.01.1948 in den neuen Ländern. Metzler-Poeschel, Stuttgart 1995, ISBN 3-8246-0321-7.
2. ↑  Durch Gesetz über die Selbstverwaltung der Gemeinden und Landkreise in der DDR (Kommunalverfassung) vom 17. Mai 1990, im Gesetzblatt der DDR 1990, Band I, S. 255, Online (PDF).
3. ↑  Andreas Herzfeld: Die Geschichte der deutschen Kennzeichen. 4. Auflage. Deutsche Gesellschaft für Flaggenkunde e. V., Berlin 2010, ISBN 978-3-935131-11-7, S. 301.
4. ↑  Andreas Herzfeld: Die Geschichte der deutschen Kennzeichen. 4. Auflage. Deutsche Gesellschaft für Flaggenkunde e. V., Berlin 2010, ISBN 978-3-935131-11-7, S. 547.